# Communauté de communes des 2 Vallées
Pour les articles homonymes, voir Communauté de communes des Deux Vallées.
La communauté de communes des 2 Vallées est une structure intercommunale française située dans le département de l’Essonne et la région Île-de-France.

## Historique
Évolution de l'ancien district de Milly-la-Forêt créé le 20 avril 1973,, la communauté de communes de Milly-la-Forêt a été créée par un arrêté préfectoral du 24 décembre 2001 qui a pris effet le 31 décembre 2001.
En 2004 elle prend la dénomination de « communauté de communes de la Vallée de l’École » puis celle de « communauté de communes des 2 Vallées » en 2014.
Le 1er janvier 2013, l'intercommunalité est élargie aux communes de Boigneville, Boutigny-sur-Essonne, Buno-Bonnevaux, Courdimanche-sur-Essonne, Gironville-sur-Essonne, Maisse, Mondeville, Prunay-sur-Essonne et Videlles.

## Territoire communautaire

### Géographie
| Type d'occupation           | Pourcentage | Superficie (en hectares) |
| --------------------------- | ----------- | ------------------------ |
| Espace urbain construit     | 5,3 %       | 1 005,51                 |
| Espace urbain non construit | 2,7 %       | 507,78                   |
| Espace rural                | 92.0 %      | 17 372,31                |
| Source : Iaurif-MOS 2008    |             |                          |

La Communauté de communes des 2 Vallées est située au sud-est du département de l’Essonne. Son altitude varie entre quarante-huit mètres à Soisy-sur-École et cent cinquante-six mètres à Mondeville.
Le nom de l'intercommunalité a été choisi par référence aux vallées de l’École et de l’Essonne, les deux rivières qui arrosent son territoire.
Elle est située dans le périmètre du Parc naturel régional du Gâtinais français.

### Composition
En 2024, la communauté de communes est composée des 15 communes suivantes :

| Nom                      | Code Insee | Gentilé        | Superficie (km2) | Population (dernière pop. légale) | Densité (hab./km2) |
| ------------------------ | ---------- | -------------- | ---------------- | --------------------------------- | ------------------ |
| Milly-la-Forêt (siège)   | 91405      | Milliacois     | 33,8             | 4 582 (2022)                      | 136                |
| Boigneville              | 91069      | Boignevillois  | 15,8             | 376 (2022)                        | 24                 |
| Boutigny-sur-Essonne     | 91099      | Botignacois    | 16,2             | 3 048 (2022)                      | 188                |
| Buno-Bonnevaux           | 91121      | Bonnevaliens   | 15,99            | 523 (2022)                        | 33                 |
| Courances                | 91180      | Courançois     | 8,31             | 336 (2022)                        | 40                 |
| Courdimanche-sur-Essonne | 91184      | Courdimanchois | 5,62             | 279 (2022)                        | 50                 |
| Dannemois                | 91195      | Dannemoisiens  | 8,43             | 854 (2022)                        | 101                |
| Gironville-sur-Essonne   | 91273      |                | 13,21            | 762 (2022)                        | 58                 |
| Maisse                   | 91359      | Maissois       | 21,58            | 2 804 (2022)                      | 130                |
| Moigny-sur-École         | 91408      | Moignacois     | 12,23            | 1 311 (2022)                      | 107                |
| Mondeville               | 91412      |                | 6,7              | 724 (2022)                        | 108                |
| Oncy-sur-École           | 91463      | Oncéens        | 5,37             | 1 037 (2022)                      | 193                |
| Prunay-sur-Essonne       | 91507      |                | 5,14             | 312 (2022)                        | 61                 |
| Soisy-sur-École          | 91599      | Soiséens       | 11,52            | 1 169 (2022)                      | 101                |
| Videlles                 | 91654      | Videlliers     | 8,7              | 584 (2022)                        | 67                 |

### Démographie

#### Évolution démographique
| 1968  | 1975   | 1982   | 1990   | 1999   | 2009   | 2014   | 2020   |
| ----- | ------ | ------ | ------ | ------ | ------ | ------ | ------ |
| 9 950 | 11 263 | 13 378 | 16 389 | 18 143 | 18 931 | 18 854 | 18 587 |

#### Pyramide des âges
| Hommes | Classe d’âge | Femmes |
| ------ | ------------ | ------ |
| 0,5    | 90 ans ou +  | 1,5    |
| 7,3    | 75 à 89 ans  | 10,2   |
| 13,6   | 60 à 74 ans  | 14,8   |
| 23,8   | 45 à 59 ans  | 22,0   |
| 20,5   | 30 à 44 ans  | 19,9   |
| 15,0   | 15 à 29 ans  | 13,7   |
| 19,3   | 0 à 14 ans   | 17,8   |

| Hommes | Classe d’âge | Femmes |
| ------ | ------------ | ------ |
| 0,3    | 90 ans ou +  | 0,8    |
| 4,4    | 75 à 89 ans  | 6,7    |
| 11,3   | 60 à 74 ans  | 11,9   |
| 19,9   | 45 à 59 ans  | 20,0   |
| 21,9   | 30 à 44 ans  | 21,4   |
| 20,6   | 15 à 29 ans  | 19,2   |
| 21,7   | 0 à 14 ans   | 20,0   |

## Organisation

### Siège
L'intercommunalité a son siège à Milly-la-Forêt, 23 rue de la Chapelle Saint Blaise.

### Élus
À la suite de l'annulation des élections municipales de 2014 dans la commune de Dannemois, le conseil communautaire est constitué depuis 2015 de 31 conseillers communautaires, issus de chacune des communes membres et répartis en fonction de leur population, comme suit : 

- 8 délégués pour Milly-la-Forêt ;

- 5 délégués pour Boutigny-sur-Essonne ; 

- 4 délégués pour Maisse ;

- 2 délégués pour Moigny-sur-École et Soisy-sur-École ;

- 1 délégué pour les autres communes, soit Boigneville, Bono-Bonnevaux, Courances, Courdimanche-sur-Essonne, Dannemois, Gironville-sur-Essonne, Mondeville, Oncy-sur-École, Prunay-sur-Essonne et Videlles.
Au terme des élections municipales de 2020 dans l'Essonne, le conseil communautaire renouvelé a réélu le 7 juillet 2020 son président, Pascal Simonnot, maire de Moigny-sur-École, ainsi que ses vice-présidents, qui sont en 2024 : 
1. Patrick Pages, maire de Prunay-sur-Essonne, chargé de la communications électroniques (haut débit), de l'électricité et de la voirie ;
2. Espérance Vieira, maire de Courances, chargée du social et du tourisme ;
3. Fabien Kees, maire de Dannemois, chargé de la sécurité et des bâtiments ;
4. Gino Bertol, maire de Videlles, chargé de l'eau, de l'assainissement et de la GEMAPI ;
5. Stéphanie Moulinoux, maire de Maisse, chargée de la petite enfance et de l'enfance ;
6. Violaine Papi, élue de Milly-la-Forêt, chargée du sport ;
7. Bruno Delecour, maire d'Oncy-sur-École, chargé des finances et du développement économique ;
8. M. Claude Duval, maire de Courdimanche-sur-Essonne, chargé du transport et du centre aquatique ;

### Liste des présidents
| Période       | Période                       | Identité        | Étiquette | Qualité |
| ------------- | ----------------------------- | --------------- | --------- | --- |
| 2001          | décembre 2013                 | François Orcel  | UMP       | Maire de Milly-la-Forêt (2001 → 2016) Démissionnaire |
| décembre 2013 | En cours (au 26 janvier 2024) | Pascal Simonnot | DVD       | Ingénieur, contrôleur de gestion Maire de Moigny-sur-École (1995 → ) Président du Sirtom sud Francilien (2016 → ) Chevalier de l’Ordre national du mérite Réélu pour les mandats 2001 2008 2014-2020 |

### Compétences
L'intercommunalité exerce les compétences qui lui ont été transférées par les communes membres, dans les conditions déterminées par le code général des collectivités territoriales.
Il s'agit notamment du  développement économique et de l’aménagement du territoire. La communauté a également la responsabilité des équipements culturels, sportifs et socio-éducatifs, de  la voirie et de protection de l’environnement Et du Transport à la Demande et tout le cycle de l’eau avec un projet de création d’un complexe cinématographique et vidéo protection pour toutes ses communes [réf. nécessaire].

### Régime fiscal et budget
La communauté de communes est un établissement public de coopération intercommunale à fiscalité propre.
Afin de financer l'exercice de ses compétences, l'intercommunalité perçoit la fiscalité professionnelle unique (FPU) – qui a succédé à la taxe professionnelle unique (TPU) – et assure une péréquation de ressources entre les communes résidentielles et celles dotées de zones d'activité.
Elle ne reverse pas de dotation de solidarité communautaire (DSC) à ses communes membres.

## Projets et réalisations
Conformément aux dispositions légales, une communauté de communes a pour objet d'associer des « communes au sein d'un espace de solidarité, en vue de l'élaboration d'un projet commun de développement et d'aménagement de l'espace ».
Services à la population
L'intercommunalité a mis en place en 2024 un bus France services, qui se déplace dans les quinze communes du territoire et facilite l'accès numérique des citoyens aux services publics
Développement économique
L'intercommunalité reprend en 2016 la ZAC du Chênet, qu'avait créé la ville de Milly-la-Forêt, en vue de son l’extension commerciale.
Environnement
L'intercommunalité réalise en 2017 l'assainissement de Mondeville, la dernière des communes membres à ne pas en disposer.
Équipements sportifs et culturels
La piscine intercommunale  Alain-Bernard est inaugurée en septembre 2017. Gérée en 2024 par le délégataire  Récréa, elle a accueilli 10 279 entrées en août 2023.
Elle construit dans la zone du nchenet un cinéma intercommunal, qui devrait ouvrir ben 2025.
Sécurité
L'intercommunalité met en service en 2024 un système de vikdéosurveillance.